# Scleropactes andinus
Scleropactes andinus är en kräftdjursart som beskrevs av Albert Vandel1972. Scleropactes andinus ingår i släktet Scleropactes och familjen Scleropactidae. Inga underarter finns listade i Catalogue of Life.